# 實里達高速公路
實里達高速公路（英語：Seletar Expressway），簡寫SLE，是新加坡一條起於島北端，在實里達連接中央高速公路和淡濱尼高速公路，並在克蘭芝連接武吉知馬高速公路。

## 歷史
1980年代，首次提出興建實里達高速公路，在克蘭芝連接武吉知馬高速公路，並在楊厝港連接淡濱尼高速公路和中央高速公路。
實里達高速公路第一期工程為楊厝港至湯申上段，1990年3月24日通車。武吉知馬高速公路至兀蘭二路段於1995年11月5日通車，而兀蘭二路至湯申上段於1998年2月22日通車。

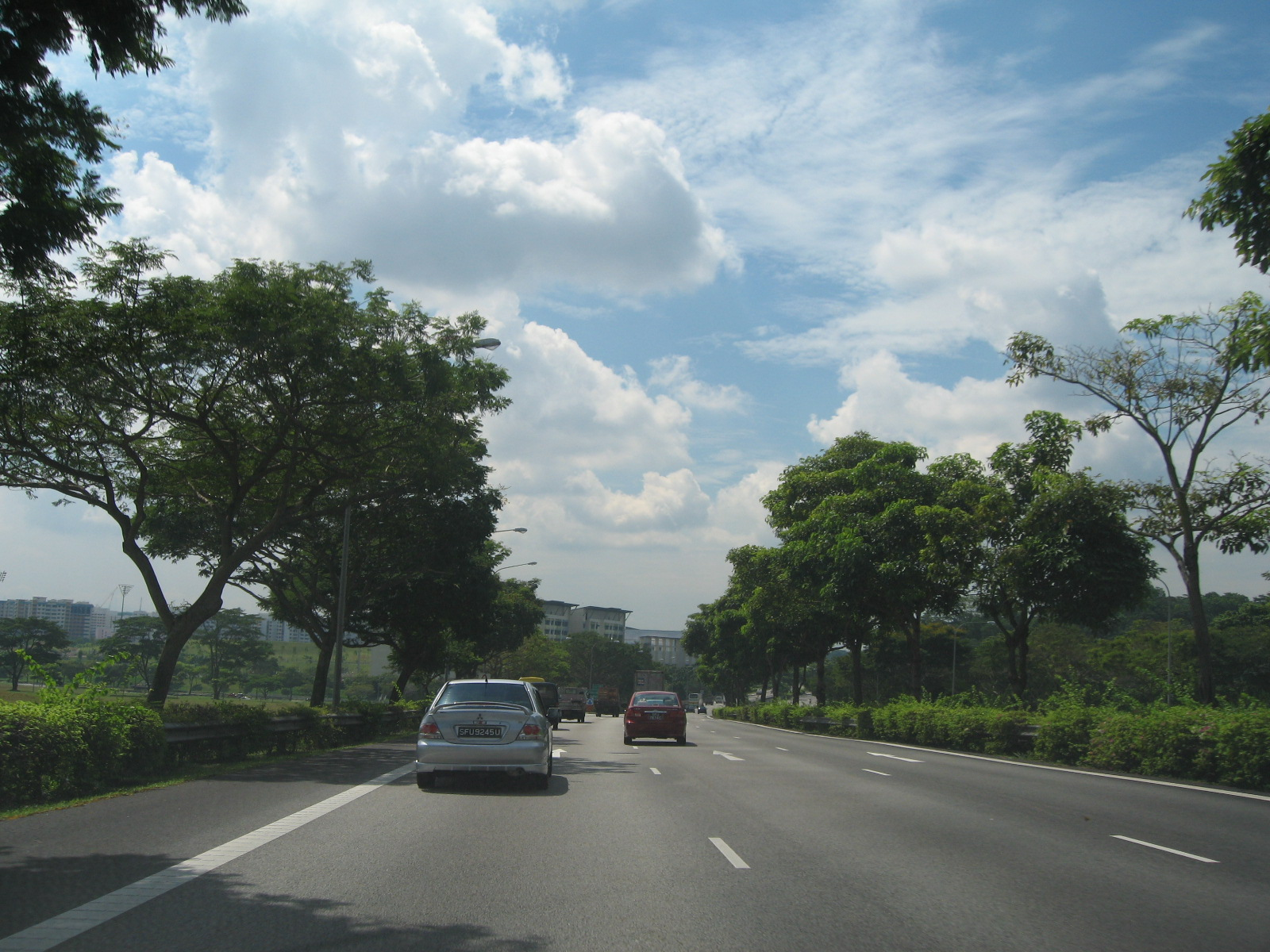
實里達高速公路東行往淡濱尼高速公路兀蘭二路出口前

## 外部連結
- 维基共享资源上的相關多媒體資源：實里達高速公路